# Воздушная навигация
Воздушная навигация (аэронавигация) — наука о методах и средствах вождения воздушного судна (ВС) по заданной или оперативно выбираемой пространственно-временной траектории. При решении задач воздушной навигации ВС рассматривается в качестве точечного объекта, местоположение которого совпадает с центром масс ВС, и таким образом задачи навигации сводятся к задачам по управлению движением центра масс ВС.
Базовыми понятиями аэронавигации являются параметры движения (навигационные элементы) — величины, знание которых необходимо для выполнения (реализации) задач воздушной навигации. В общей постановке параметрами движения оказываются множества координат ВС и их производных, порядок которых зависит от требуемой точности самолётовождения, а номенклатура — от выбора системы координат.

## Задачи аэронавигации
- Определение навигационных элементов летательного аппарата:
  - координат (географических-->широта, долгота; полярных--> азимут, дальность)
  - высота (абсолютная, относительная, истинная)
  - высота над поверхностью Земли (истинная высота полета)
  - курс (условный, истинный, магнитный, компасный ортодромический)
  - аэродинамический угол сноса
  - путевой угол (условный, истинный, магнитный, ортодромический)
  - приборная, истинная, путевая скорость
  - скорость, направление(метеорологическое, навигационное) и угол ветра
  - линия заданного пути (ЛЗП)
  - линейно бокового уклонения (ЛБУ)
  - дополнительная поправка (ДП) (при полете на радиостанцию)
  - боковое уклонение (БУ) (при полете от радиостанции)
  - обратный, прямой пеленг (ОП,ПП) (при полете на/от радиопеленгатор)
- Контроль и исправление пути: (С выходом на ЛЗП или в ППМ (поворотный пункт маршрута), в зависимости от ЛБУ и ШВТ):
  - по дальности
  - по направлению
- Прокладка и счисление пути:
  - Прямая
  - Обратная
  - Штилевая
- Построение оптимальных маршрутов для достижения точки назначения:
  - выход на точку за минимальное время
  - выход на точку с минимальными затратами топлива
  - выход на точку в заданное время
- Оперативная коррекция маршрута во время полёта:
  - при изменении полётного задания, в том числе при неисправностях в летательном аппарате
  - при возникновении неблагоприятных метеорологических явлений на маршруте
  - во избежание столкновения с другим летательным аппаратом
  - для сближения с другим летательным аппаратом

### Определение навигационных элементов движения летательного аппарата
Для определения навигационных элементов применяются различные технические средства:
- Геотехнические — позволяют определять абсолютную и относительную высоту полёта, курс летательного аппарата, его местонахождение и так далее):
  - высотомеры,
  - измерители воздушной и путевой скоростей,
  - магнитные и гиромагнитные компасы, гирополукомпасы,
  - оптические визиры,
  - инерциальные навигационные системы и так далее.
- Радиотехнические — позволяют определить истинную высоту, путевую скорость, местонахождение летательного аппарата путём измерения различных параметров электромагнитного поля по радиосигналам:
  - радиовысотомеры,
  - радиомаяки,
  - радиокомпасы,
  - радионавигационные системы и так далее.
- Астрономические — позволяют определять курс и местонахождение летательного аппарата:
  - астрономические компасы
  - секстанты,
  - астроориентаторы и так далее
- Светотехнические — обеспечивают посадку летательного аппарата в сложных метеорологических условиях и ночью и для облегчения ориентировки:
  - светомаяки.
- Комплексные навигационно-пилотажные системы — могут обеспечить автоматический полёт по всему маршруту и заход на посадку при отсутствии видимости земной поверхности.